# Yorick Treille
Yorick Treille (* 15. července 1980) je bývalý francouzský hokejový útočník a dlouholetý reprezentant. V české hokejové extralize odehrál bezmála 200 utkání. Jeho bratr Sacha Treille je rovněž profesionálním hokejistou.

## Hráčská kariéra

### Klubová kariéra
Hokejově vyrůstal v Grenoblu, ještě jako junior odešel do Severní Ameriky. Hrával v juniorské lize Saskatchewan Junior Hockey League a později americkou univerzitní soutěž za tým University of Massachusetts Lowell. V roce 1999 byl draftován ze 195. místa týmem Chicago Blackhawks, v NHL ale nikdy nenastoupil. Tři roky působil v AHL, poté se vrátil do Evropy. Hrával ve švýcarské a německé hokejové lize a od roku 2008 působil v české extralize. Dvě sezóny byl hráčem Vítkovic a od sezóny 2010/2011 hrál za HC Sparta Praha. Začátek sezóny 2011/2012 hrál za HC Sparta Praha, ještě v téže sezóně přestoupil do HC Piráti Chomutov. Následně se s Chomutovem domluvil na rozvázání kontraktu a ukončil působení v české extralize. Po konci sezóny za Salcburk strávil po dvou sezónách ve francouzských klubech Brûleurs de Loups, Dragons de Rouen a Scorpions de Mulhouse, kde ukončil hráčskou kariéru.

### Reprezentace
Byl členem francouzské hokejové reprezentace, poprvé se účastnil mistrovství světa v roce 2000, od té doby pak na Zimních olympijských hrách 2002 a mistrovství světa v letech 2001, 2002, 2008, 2009 a 2010.

## Statistika
Klubová statistika
| Sezona     | Klub                             | Soutěž     | Základní část | Základní část | Základní část | Základní část | Základní část | Play off | Play off | Play off | Play off | Play off |
| Sezona     | Klub                             | Soutěž     | Z             | G             | A             | B             | TM            | Z        | G        | A        | B        | TM       |
| ---------- | -------------------------------- | ---------- | ------------- | ------------- | ------------- | ------------- | ------------- | -------- | -------- | -------- | -------- | -------- |
| 1997–98    | Notre Dame Hounds                | SJHL       | 54            | 18            | 28            | 46            | 42            | —        | —        | —        | —        | —        |
| 1998–99    | Massachusetts-Lowell River Hawks | NCAA       | 30            | 6             | 5             | 11            | 24            | —        | —        | —        | —        | —        |
| 1999–00    | Massachusetts-Lowell River Hawks | NCAA       | 33            | 10            | 12            | 22            | 34            | —        | —        | —        | —        | —        |
| 2000–01    | Massachusetts-Lowell River Hawks | NCAA       | 31            | 10            | 14            | 24            | 35            | —        | —        | —        | —        | —        |
| 2001–02    | Massachusetts-Lowell River Hawks | NCAA       | 30            | 10            | 16            | 26            | 24            | —        | —        | —        | —        | —        |
| 2002–03    | Norfolk Admirals                 | AHL        | 27            | 3             | 2             | 5             | 25            | —        | —        | —        | —        | —        |
| 2002–03    | IFK Helsinky                     | SM-liiga   | 5             | 0             | 1             | 1             | 4             | —        | —        | —        | —        | —        |
| 2003–04    | Norfolk Admirals                 | AHL        | 74            | 12            | 12            | 24            | 54            | 8        | 2        | 0        | 2        | 4        |
| 2004–05    | Providence Bruins                | AHL        | 61            | 5             | 9             | 14            | 35            | —        | —        | —        | —        | —        |
| 2005–06    | HC Servette Ženeva               | NLA        | 23            | 6             | 7             | 13            | 34            | —        | —        | —        | —        | —        |
| 2006–07    | HC Servette Ženeva               | NLA        | 43            | 15            | 17            | 32            | 66            | 5        | 2        | 1        | 3        | 10       |
| 2007–08    | ERC Ingolstadt                   | DEL        | 29            | 2             | 14            | 16            | 52            | —        | —        | —        | —        | —        |
| 2008–09    | HC Vítkovice Steel               | ELH        | 33            | 4             | 3             | 7             | 56            | 3        | 0        | 0        | 0        | 0        |
| 2009–10    | HC Vítkovice Steel               | ELH        | 50            | 5             | 11            | 16            | 46            | 15       | 4        | 3        | 7        | 8        |
| 2010–11    | HC Sparta Praha                  | ELH        | 29            | 11            | 7             | 18            | 32            | —        | —        | —        | —        | —        |
| 2011–12    | HC Sparta Praha                  | ELH        | 52            | 7             | 11            | 18            | 32            | 5        | 0        | 0        | 0        | 4        |
| 2012–13    | HC Sparta Praha                  | ELH        | 5             | 0             | 1             | 1             | 4             | —        | —        | —        | —        | —        |
| 2012–13    | Piráti Chomutov                  | ELH        | 24            | 4             | 1             | 5             | 20            | —        | —        | —        | —        | —        |
| AHL celkem | AHL celkem                       | AHL celkem | 162           | 20            | 23            | 43            | 114           | 8        | 2        | 0        | 2        | 4        |

### Reprezentační statistiky
| 1998 | Francie | MSJ-B | 6 | 2 | 3 | 5  | 12 |
| 1999 | Francie | MSJ-B | 5 | 4 | 7 | 11 | 10 |
| 2000 | Francie | MS    | 6 | 0 | 1 | 1  | 0  |
| 2001 | Francie | MS-B  | 5 | 2 | 2 | 4  | 33 |
| 2002 | Francie | ZOH   | 4 | 0 | 0 | 0  | 4  |
| 2002 | Francie | MS    | 5 | 2 | 1 | 3  | 6  |
| 2008 | Francie | MS    | 5 | 3 | 1 | 4  | 12 |
| 2009 | Francie | MS    | 6 | 1 | 1 | 2  | 8  |
| 2010 | Francie | MS    | 6 | 2 | 0 | 2  | 2  |
| 2012 | Francie | MS    | 7 | 1 | 1 | 2  | 6  |
| 2013 | Francie | MS    | 7 | 1 | 2 | 3  | 4  |
| 2015 | Francie | MS    | 7 | 1 | 1 | 2  | 2  |
| 2016 | Francie | MS    | 6 | 0 | 1 | 1  | 0  |